# Teucrium macrophyllum
Teucrium macrophyllum là một loài thực vật có hoa trong họ Hoa môi. Loài này được (C.Y.Wu & S.Chow) J.H.Zheng mô tả khoa học đầu tiên năm 2002.